# Esperan
Esperan es un antiguo pueblo de la comarca de la Alta Ribagorza, provincia de Lérida, Cataluña, España. Actualmente está del todo deshabitado. Originariamente perteneció a la Baronía de Erill, hasta el año 1173, que paso a manos de  los monjes del Monasterio de Lavaix. 
A principios del siglo XIX, perteneció al municipio de Malpàs.
Actualmente pertenece al término municipal de Pont de Suert.

## Descripción
Desde siempre Esperan ha tenido un acceso difícil, que se ha agravado al quedar deshabitado. A pie se puede ir desde Gotarta o Igüerri (en unos 40'), o desde Malpàs. 
Otra opción subiendo hacia el norte hasta el antiguo pueblo de Raons, a partir de aquí el acceso en vehículo no es posible y sólo se puede ir andando.
Existe una pista forestal en malas condiciones desde Gotarta. 

La iglesia de San Saturnino de Esperan, es románica, construida en el siglo XI, dedicada a San Andrés y San Saturnino.

## Historia
Está documentado desde 1018. En el año 1173 el vilar fue donado en testamento por la Baronia de Erill, junto a la iglesia de San Saturnino de Esperan, al monasterio de Lavaix. 
En 1787 constan en Esperan 14 habitantes.
Pascual Madoz inclou Esperant en el seu Diccionario geografico... del 1849. 

Hom hi diu que el poble és en un coster a la part meridional d'una alta muntanya, fortament combatuda per tots els vents. El clima és fred a causa de la neu, però sa, i només s'hi pateixen cadarns. Tenia dues cases i l'Abadia (rectoria), que formen un carreró costerut i mal empedrat. L'església és parroquial, dedicada a sant Sadurní, amb capella proveït per concurs ordinari, antigament, però, nomenat pel monestir de Lavaix. El cementiri. al costat de l'església, era ben ventilat.

El terreno es áspero, montañoso, cortado y de mala calidad, donde se pueden labrar con bueyes 90 jornales que producen 4 por 1 de labores. Hay robles y fresnos que dan hojas para los animales. Se producía centeno, cebada, avena y legumbres. Se criaban ovejas y se mantenían bueyes, mulas, asnos y yeguas para los trabajos agrícolas. Hay caza de conejos, perdices y algunas liebres. Tenía 2 vecinos (cabezas de familia, familia de " Ca de Martí " y familia de " Ca de Pei" ) y 11 ánimas (habitantes). También tenía una rectoría. 
Actualmente está despoblado, abandonado y con las casas en ruinas a excepción de la iglesia románica de San Saturnino consolidada en los años 2018 y 2021.